# Vječita noć
Vječita noć (izdana 1967.) je kriminalistički roman Agathe Christie.

## Radnja
Michael Rogers sanja o tome da bude bogat, da ima predivnu ženu i savršeno dizajniranu kuću. Ali, nakon sto je našao ženu svog života i izgradio kuću na Ciganskom imanju, iznenada umire...